# ژیهو
ژیهو (انگلیسی: Zhihu) شرکت نرم‌افزار چینی است، که در سال ۲۰۱۱ تأسیس شد.